# Donkey Kong Country (série télévisée d'animation)
Pour les articles homonymes, voir Donkey Kong Country (homonymie).
Donkey Kong Country ou Donkey Kong au Québec est une série télévisée d'animation 3D canado-française en quarante épisodes de 25 minutes basée sur le jeu vidéo de plates-formes Donkey Kong Country.
Elle est diffusée en France depuis le 4 septembre 1996 sur France 2 dans l'émission DKTV, sur Canal+ en août 1998, puis sur Gulli en novembre 2005, en décembre 2006 sur Disney Channel, Toon Disney et Playhouse Disney, puis en novembre 2007 sur NRJ12, Cartoon Network et Disney Cinemagic, en juillet 2008 sur la chaîne Skyrock, en octobre 2009 sur W9, MCM et Nickelodeon, et au Québec à partir du 9 septembre 1997 sur Télétoon, et au Canada le mois suivant sur Teletoon.
En France, la série fut ensuite rediffusée sur Game One et sur France 5 dans Ludo en 2010.

## Synopsis
La série relate les aventures de Donkey Kong et de son neveu, Diddy Kong, qui doivent protéger la noix de coco en cristal du maléfique King K. Rool qui compte l'utiliser afin de devenir le maître du monde.

## Voix

### Doublage anglophone
- Richard Yearwood, Sterling Jarvis (voix chantée)[3] : Donkey Kong
- Andrew Sabiston : Diddy Kong
- Joy Tanner : Candy Kong
- Aron Tager : Cranky Kong
- Ben Campbell : King K. Rool
- Louise Vallace : Dixie Kong
- Donald Burda : Bluster Kong
- Damon D'Oliveira : Funky Kong, Eddie
- Adrian Truss : Klump
- Len Carlson : Krusha
- Lawrence Bayne : Kritter
- Rick Jones : Polly Roger, Inka Dinka Doo
- Ron Rubin : Kaptain Skurvy
- John Stocker : Kutlass
- Dan Hennessey : Green Kroc

### Doublage en français
- Franck Capillery : Donkey Kong
- Hervé Grull (saison 1), Lucile Boulanger (saison 2), Donald Reignoux (voix chantée)[4] : Diddy Kong
- Emmanuel Curtil : Funky Kong
- Yves Barsacq : Cranky Kong
- Odile Schmitt : Candy Kong
- Daniel Beretta : King K. Rool / Krusha
- Patrice Dozier : Bluster Kong / Eddie
- Jacques Bouanich : Klump
- Michel Tugot-Doris : voix additionnelles
- Annie Barclay : voix additionnelles

#### Première saison (voix québécoises)
- Yves Massicotte : Cranky Kong
- Camille Cyr-Desmarais : Candy Kong
- Éric Gaudry : King K. Rool
- Daniel Lesourd : Bluster Kong
- Violette Chauveau : Dixie Kong
- Jean Brousseau : Klump
- Pierre Auger : Krusha

 Source et légende : version québécoise (VQ) sur Doublage.qc.ca

## Épisodes

### Première saison (1996-1997)
1. Donkey se fait des cheveux (Bad Hair Day)
2. Cherche tonneau… désespérément ! (Barrel, Barrel… Who's Got the Barrel)
3. Rayé du pouvoir (Kong for a Day)
4. Le Singe qui rétrécit (Ape Foo Young)
5. La Chasse au trésor (Buried Treasure)
6. Un singe à la mer (Booty and the Beast)
7. Vis ta vie Bluster ! (Get a Life, Don't Save One)
8. Les Aventuriers de la banane perdue (Raiders of the Lost Banana)
9. Rendez-vous doublés (Double Date Trouble)
10. La Limonades à chatouilles (Cranky's Tickle Tonic)
11. Orangu-Tango (Orangutango)
12. Du zéro au héros absolu (From Zero to Hero)
13. À fond la caisse (Speed)
14. Un spot s-ingénieux (Bluster's Sale Ape-Stravaganza)
15. Malédiction sur Kongo Bongo (The Curse of Kongo Bongo)
16. Lourdingue, le Klump (Klump's Lumps)
17. La Légende de la noix de coco en cristal (Legend of the Crystal Coconut)
18. Invisible (I Spy with My Hairy Eye)
19. Kong Fu (Kong Fu)
20. Le Danger venu du ciel (Watch the Skies)
21. Les Allumés de l'amulette (Bug a Boogie)
22. Le Grand Frisson (The Big Chill Out)
23. Baby Kong Blues (Baby Kong Blues)
24. Entre l'amour et la haine (A Thin Line Between Love & Ape)
25. Lune, lune ! (To the Moon Baboon)
26. Amnésie (Ape-Nesia)

### Seconde saison (1998-1999)
1. Silence ! On tourne ! (Hooray for Holly-Kongo Bongo)
2. La Fête des lumières de Kongo Bongo (The Kongo Bongo Festival of Lights)
3. La Rhino-Kongo Bongogite (Speak No Evil, Dude)
4. Le Jour où l'île s'arrêta (The Day the Island Stood Still)
5. L'Oracle mystique (Monkey Seer, Monkey Do)
6. Quatre mariages et une noix de coco (Four Weddings and a Coconut)
7. Vote de Kong-fiance (Vote of Kong-Fidence)
8. Une noix de coco à la noix (Follow That Coconut)
9. Robot-Kong (The Big Switch-a-Roo)
10. Un Bluster au poil ! (Hunka Hunka Burnin' Bluster)
11. Les Ennemis intimes (Best of Enemies)
12. La vie est belle ! (It's a Wonderful Life)
13. Banane d'avril ! (Just Kidding)
14. Adieu Kongo Bongo ! (Message in a Bottle Show)

## Autour de la série
- La saison 2 n'ayant jamais été diffusée en France, cette dernière vit sortir certains épisodes de cette saison en DVD.
- Les deux saisons de cette série ont néanmoins été diffusés en Belgique, et en français sur Club RTL.